# Silvia Fernández de Gurmendi
Silvia Alejandra Fernández de Gurmendi (24 de octubre de 1954) es una abogada, jueza y diplomática argentina, que desde 2010 integra la Corte Penal Internacional y la presidió entre 2015 y 2018. 

## Trayectoria
Estudió derecho en la Universidad de Córdoba, Argentina y en  la Universidad de Limoges, obtuvo posteriormente un doctorado en la Universidad de Buenos Aires. Ingresó en el servicio exterior en 1989, entre 1994 y 2000 fue consejera legal de la delegación argentina en las Naciones Unidas y en 2006 asumió como directora general de Derechos Humanos en el ministerio de Relaciones Exteriores y Culto. A su vez, representó a Argentina en la Comisión Interamericana de Derechos Humanos y la Corte Interamericana de Derechos Humanos.
En noviembre de 2009. fue elegida como jueza en la división de Cuestiones-Preliminares de la Corte Penal Internacional, destinada a juzgar el genocidio y los crímenes de agresión, de guerra y contra la humanidad. En marzo de 2015 fue elegida para presidir la corte hasta 2018. Previamente había sido vicepresidenta de la conferencia que decidió su creación en 1998 y había coordinado la División de Competencia, Complementariedad y Cooperación de la fiscalía.
En el ámbito académico se desempeñó como profesora de la Universidad de Buenos Aires, la Universidad de Palermo y actualmente lo hace en la Universidad Americana.